# باکارید
باکارید (به سوئدی: Backaryd) یک منطقه مسکونی است که در بخش رونبی شهرستان بلکینگه در کشور سوئد واقع شده است. جمعیت باکارید در پایان سال ۲۰۱۰ بالغ بر ۳۶۵ نفر بوده است.